# Franca Lumachi
Franca Lumachi (Genova, 23 luglio 1932 – Roma, 12 giugno 2024) è stata un'attrice e doppiatrice italiana.

## Biografia
Prima di tre figli, nel 1952 iniziò la sua attività come attrice teatrale presso il Teatro stabile di Genova che nel 1955 affiancò come attrice radiofonica presso la RAI di Genova e Milano. Dal 1959 si unì alla Compagnia dei giovani diretta da Giorgio De Lullo, Rossella Falk, Romolo Valli, Elsa Albani e Anna Maria Guarnieri. Nel 1963 sposò il regista Armando Crispino dal quale ebbe due figli, l'attrice e doppiatrice Gilberta Crispino e il regista e scrittore Francesco Crispino. Dalla fine degli anni '60 si dedicò quasi esclusivamente al doppiaggio. Come doppiatrice divenne nota soprattutto per aver prestato la sua voce ad Edna Caprapall, un personaggio della serie I Simpson, e a Griselda nelle prime quattro stagioni del celebre cartone italiano Winx Club e nei 3 film cinematografici tratti dalla serie.

## Filmografia

### Cinema
- Le mura di Malapaga (Au-delà des grilles), regia di René Clément (1949)
- I pianeti contro di noi, regia di Romano Ferrara (1962)
- I fuorilegge del matrimonio, regia di Valentino Orsini, Paolo e Vittorio Taviani (1963)
- La badessa di Castro, regia di Armando Crispino (1974)
- Masoch, regia di Franco Brogi Taviani (1980)

### Televisione
- Ritorna il tenente Sheridan - serie TV, episodio L'ultima verità (1963)
- La scalata, regia di Vittorio Sindoni - miniserie TV (1993)

## Doppiaggio

### Cinema
- Olympia Dukakis in Fiori d'acciaio, Senti chi parla
- Sylva Koscina in Thrilling, La mala ordina
- Sondra Currie in Una notte da leoni, Una notte da leoni 3
- Miriam Margolyes in  Harry Potter e la camera dei segreti,  Harry Potter e i Doni della Morte - Parte 2
- Annette Badland in La fabbrica di cioccolato
- Maria Grazia Buccella in Le piacevoli notti
- Leslie Caron in L'uomo che amava le donne
- Francesca Romana Coluzzi in Venga a prendere il caffè... da noi
- Polly Holliday e Marianne Sägebrecht in Il dittatore del Parador in arte Jack
- Diana Dors in Oscar insanguinato
- Barbara Hale in Un mercoledì da leoni
- Mary Beth Hurt in L'età dell'innocenza
- Marlena Smalls in Forrest Gump
- Dina Merrill in Paura
- Barbara Bouchet in Gangs of New York
- Jean Rougerie in Tenere cugine
- Reta Shaw in Incredibile viaggio verso l'ignoto (ridoppiaggio)
- June Mack in Beneath the Valley of the Ultra-Vixens
- Marcia Wallace in Cara dolce strega
- Diana Rigg in Ogni tuo respiro
- Teresa Wright in Diritto d'amare
- Marthe Villalonga in Supercondriaco - Ridere fa bene alla salute
- Gwynyth Walsh in Generazioni
- Eileen Brennan in Miss F.B.I. - Infiltrata speciale
- Gwenyth Petty in The Dark
- Anna Massey un Possession - Una storia romantica
- Margo Martindale in Downsizing - Vivere alla grande
- Maree Cheatham in Lo scapolo d'oro
- Ellen Burstyn in The Mighty Macs

### Televisione
- June Squibb in Law & Order - I due volti della giustizia, Due uomini e mezzo, Castle, Modern Family
- Neuza Borges in Dancin' Days
- Mary Jo Catlett ne Il mio amico Arnold
- Julie Adams in Lost
- Nelly Fontan in Piccola Cenerentola
- Annette O'Toole in Lie to Me

### Film d'animazione
- Griselda in Winx Club - Il segreto del regno perduto, Winx Club 3D - Magica avventura, Winx Club: Il mistero degli abissi
- Mezzana in Mulan, Mulan II
- Alcmena in Hercules
- La madre di Tantor in Tarzan
- Zia Gertie in Topolino e la magia del Natale
- La moglie di Tony in Coo che arrivò da un mare lontano
- Mabel in La fattoria degli animali
- Sabela in La foresta magica
- Contessa Le Grande in Cenerentola II - Quando i sogni diventano realtà
- Carmen in Il topolino Marty e la fabbrica di perle
- Toki in Ponyo sulla scogliera
- Lizzie in Cars 3
- Nonna di Titeuf in Titeuf - Il film

### Cartoni animati
- Edna Caprapall ed Elizabeth Hoover (ep. 9x04) ne I Simpson
- NDND (st. 1-2), Petunia (ep. 6x02, 6x13), Nonna di Leela (ep. 6x12), Robot fortune-teller (ep. 6x16) e altri personaggi in Futurama[2]
- Topazia in Kwicky Koala
- Preside Geraldine Waxelplax in Due fantagenitori
- Signora Koala in Blinky Bill
- Griselda in Winx Club (1ª voce) (stagioni 1-4)
- Takeya in Dr. Slump e Arale - Avventura nello spazio
- Marchesa Adelaide e Nicole La Morielle in Lady Oscar
- Mary e moglie di Walter in Candy Candy
- Mammy Due Scarpe in Tom & Jerry
- Maria Ladrones in Leone il cane fifone
- Flora in Sofia la principessa

### Videogiochi
- Regina di cuori in Disneyland Adventures[3]